# 아웃런 3D
아웃런 3D는 1988년에 출시된 세가 마스터 시스템 용으로 개발된 경주 게임 아웃런 시리즈의 게임이다. 오리지널 아웃런을 기반으로 하고 디자인이 유사하지만, 별개의 게임이며 원작의 3차원 버전도 아니다.

## 설계
이 게임은 세가의 3D 입체안경과 함께 사용하기 위해 개발된 6개의 마스터 시스템 타이틀 중 하나였으며, 타이틀 화면이 나타날 때 일시 중지 버튼을 눌러 표준 2D 모드로도 진행할 수 있다.
음악은 아웃런 시리즈에서 두드러지게 나타나는 음악을 사용했다. 원판 "Magical Sound Shower"의 리믹스 버전과 카마타니 치카코가 작사한 "Midnight Highway", "Colour Ocean" 및 "Shining Wind"를 포함하여 4개의 선택 가능한 트랙을 제공하며, 점수 화면에서는 원작 '라스트 웨이브'의 새 버전도 소개된다.
그래픽적으로 게임은 전작과 유사하며 원본과 마찬가지로 빨간색 페라리 테스타로사 스파이더를 타도록 하였지만, 대부분의 스프라이트가 다시 그려졌다. 또, 플레이어의 차량에 대한 배기 역화 애니메이션뿐만 아니라, 긴 터널, 길가의 해안선 및 특정 날씨 효과와 같은 다양한 시각적 요소가 추가되었다.

### 게임 플레이
아웃런 3D의 운전자 인터페이스 및 컨트롤은 최고 속도 293km/h를 가진 2단 수동 기어박스 형식으로 이전 모델과 거의 동일하다.
전체 도로망도 첫 번째 마스터 시스템으로 이식된 아웃런 타이틀과 동일한 방식으로 배치된다. 이는 열대 풍경(Coconut Beach )에서 시작하는 것으로, 각 여행에서 플레이어는 마찬가지로 순차적으로 나오는 4개의 교차로에서 각 노선을 선택해 5개의 엔딩 중 하나를 고를 수 있다.
그러나 풍경은 원본과 다르며 도로의 모양도 독특한 것이 특징이다. 또한 원작과 달리 아웃런 3D는 플레이어가 세 가지 난이도( 초보자, 중급, 전문가) 중에서 선택할 수 있도록 하여 날씨와 여정의 각 구간의 도로 레이아웃을 변경할 수 있다.

## 평가
Computer and Video Games 잡지사는 1989년에 게임을 81%로 평가했다.
Mean Machines Sega 잡지는 전체 점수 81%를 부여했다. 마스터 시스템의 이식판만큼 매끄럽지 않다는 점을 지적하면서, 이 게임이 아마도 당시 시장에서 최고의 입체 3D 게임일 것이라고 설명했다.